# Haidomyrmecinae
Haidomyrmecinae, denumită ocazional Furnicile iadului, sunt o subfamilie dispărute de furnici din familia Formicidae cunoscută dintr-o serie de fosile cretacice găsite în chihlimbarele din America de Nord, Europa, și Asia. Subfamilia a fost propusă pentru prima dată în 2003, dar a fost tratată ulterior ca tribul Haidomyrmeciniși plasată în subfamilia de furnici dispărută Sphecomyrminae. Reevaluarea Haidomyrmecini în 2020 duce la creșterea grupului înapoi la subfamilie. Familia conține cele nouă genuri și treisprezece specii.

## Genuri

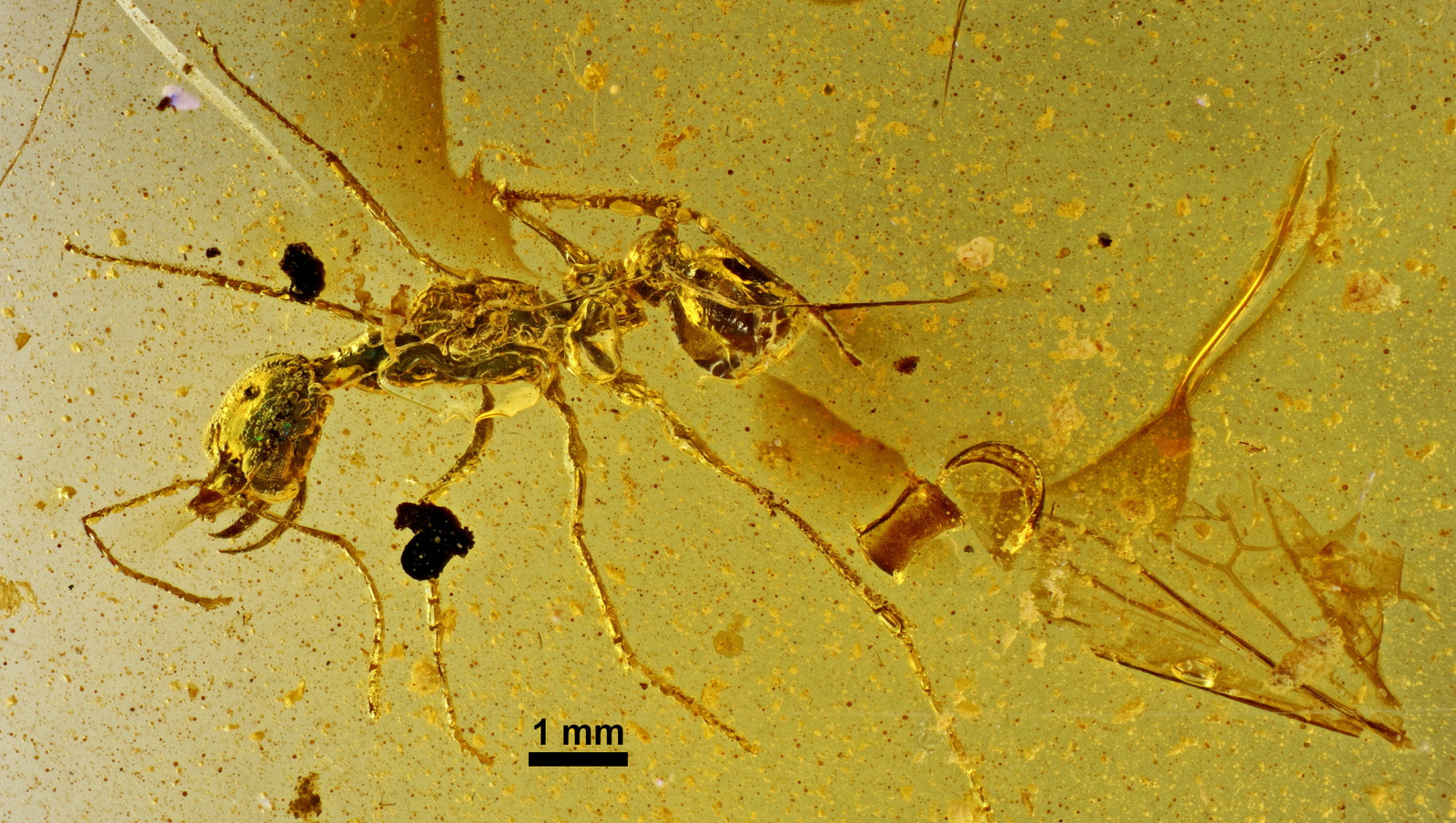
Aquilomyrmex huangi

Împreună cu genul de tip Haidomyrmex, subfamilia conține nouă genuri și treisprezece specii.
- Aquilomyrmex Perrichot et al., 2020
  - A. huangi Perrichot et al., 2020
- Ceratomyrmex Perrichot, Wang & Engel, 2016
  - C. ellenbergeri Perrichot, Wang & Engel, 2016
- Chonidris Perrichot et al., 2020
  - C. insolita Perrichot et al., 2020
- Dhagnathos Perrichot et al., 2020
  - D. autokrator Perrichot et al., 2020
- Haidomyrmex Dlussky, 1996
  - H. cerberus Dlussky, 1996
  - H. scimitarus Barden & Grimaldi, 2012
  - H. zigrasi Barden & Grimaldi, 2012
- Haidomyrmodes Perrichot et al., 2008
- H. mammuthus Perrichot et al., 2008
- Haidoterminus McKellar, Glasier & Engel, 2013
  - H. cippus McKellar, Glasier & Engel, 2013
- Linguamyrmex Barden & Grimaldi, 2017
  - L. brevicornis Perrichot et al., 2020
  - L. rhinocerus Miao & Wang, 2019
  - L. vladi Barden & Grimaldi, 2017
- Protoceratomyrmex Perrichot et al., 2020
  - P. revelatus Perrichot et al., 2020